# 2009 au Sri Lanka
Chronologie en Asie
2007 au Sri Lanka - 2008 au Sri Lanka - 2009 au Sri Lanka - 2010 au Sri Lanka - 2011 au Sri Lanka
2007 par pays en Asie - 2008 par pays en Asie - 2009 par pays en Asie - 2010 par pays en Asie - 2011 par pays en Asie

## Chronologie

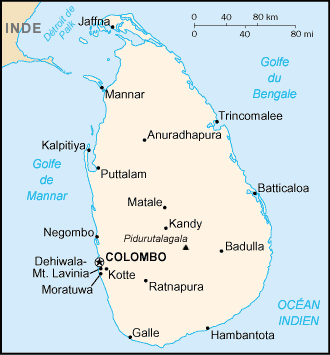
Carte du Sri Lanka.

### Janvier 2009
- Vendredi 2 janvier 2009 :
  - L'armée est entrée dans Kilinochchi, la « capitale politique » des rebelles des Tigres tamouls dans le nord du pays, et livre de violents combats dans la ville. Des troupes au sol ont percé les lignes de défense à l'entrée de la localité qu'elles assiégeaient depuis des mois. La prise de la ville ne signe pas la mort des Tigres, mais constitue une défaite cuisante après 36 ans de conflit séparatiste – la plus longue guerre en cours en Asie[1]. Le président du Sri Lanka, Mahinda Rajapakse, a sommé les rebelles des Tigres tamouls de déposer les armes et de se rendre.
  - Deux Sri-lankais, reconnus coupables d'avoir tué par balle un comptable soudanais en Arabie saoudite, pour lui voler l'argent qu'il avait sur lui à sa sortie d'une banque, ont été décapités au sabre dans la région de Riyad.
  - Un attentat suicide perpétré en face de la base aérienne de Colombo, par un membre des rebelles tamouls, cause la mort de deux officiers de l'armée de l'air.

- Lundi 5 janvier 2009 : L'armée s'empare du sud de la passe de l'Éléphant, une très mince langue de terre qui relie l'île du Sri Lanka à Jaffna, tuant de nombreux insurgés.

- Vendredi 9 janvier 2009 : L'armée réussit à prendre le contrôle total de la passe de l'Éléphant, un passage stratégique menant à la péninsule de Jaffna dans le nord de l'île. Cette péninsule avait été reprise dès 1995 par l'armée gouvernementale aux Tigres tamouls, qui en avaient repris le contrôle en 2000, coupant ainsi les approvisionnements avec le reste du Sri Lanka.

- Jeudi 22 janvier 2009 : L'armée nationale s'empare du centre de commandement des Tigres tamouls dans le département de Mullaitivu, le dernier encore entre leurs mains. L'armée contrôle dorénavant l'ensemble de la péninsule de Jaffna, après s'être emparée d'un passage stratégique que la guérilla tenait depuis 2000, la passe de l'Éléphant.

- Dimanche 25 janvier 2009 : L'armée nationale s'empare du port de Mullaitivu, dernière ville tenue par les Tigres tamouls dans l'extrême nord de l'île. Des dizaines de civils ont été tués au cours des combats entre l'armée gouvernementale et les rebelles tamouls. 27 civils ont péri et 76 autres ont été blessés lors des bombardements sur deux dispensaires de la région de Mullaitivu.

- Mardi 27 janvier 2009 : Selon la BBC, au moins 145 civils ont été tués et 650 autres ont été blessés entre le 1er et le 25 janvier lors des combats entre l'armée gouvernementale et les rebelles séparatistes tamouls. Mais, selon le site internet Tamil.net, qui relaie les positions des Tigres, les bombardements du dimanche 25 auraient tués plus de 300 personnes et en auraient blessés des centaines d'autres.

- Mercredi 28 janvier 2009 : Un convoi d'une vingtaine de véhicules affrété par le Comité international de la Croix Rouge et les Nations unies a été empêché par les rebelles tamouls d'accéder à un dispensaire de Mullaitivu d'où ils devaient transférer quelque 300 civils vers un hôpital en zone gouvernementale. Selon le quotidien sri-lankais Daily News : « Les terroristes des Tigres retiennent tous ces patients en otages comme boucliers humains ».

- Jeudi 29 janvier 2009 : Les équipes médicales des Nations unies ont pu finalement évacuer de Mullaitivu des « centaines de personnes grièvement blessées », parmi lesquelles 50 enfants.

### Février 2009
- Dimanche 1er février 2009 : Au moins neuf personnes sont tuées dans le bombardement d'un hôpital du secteur, où l'armée mène une vaste offensive contre les derniers bastions des Tigres tamouls. Selon le CICR, c'est la deuxième fois en quelques semaines que ce dispensaire est visé, rappelant que « les blessés et les malades, le personnel médical et les installations médicales sont protégés par le droit international humanitaire. Ils ne doivent en aucune circonstance faire l'objet d'attaques directes ».

- Mardi 3 février 2009 :
  - Le ministère de la Défense annonce la prise du bunker du chef des Tigres tamouls, cachée dans une plantation de cocotiers du département de Mullaitivu, dans le cadre de son assaut final contre un dernier carré de rebelles séparatistes. Les combats pour prendre le contrôle de ce bunker auraient fait 20 morts dans les rangs des Tigres ; cependant, le « Tigre n°1 » Velupillai Prabhakaran ne se trouvait pas dans cette infrastructure souterraine équipée de générateurs électriques, de systèmes d'air conditionné et d'installations médicales. Une bataille acharnée se poursuit dans un triangle de 300 km2 encore aux mains des séparatistes.
  - À l'occasion du 61e anniversaire de l'indépendance, le président Mahinda Rajapakse promet une victoire militaire totale contre les rebelles des Tigres de libération de l'Eelam tamoul (LTTE), assurant que l'offensive menée par l'armée contre les derniers bastions des rebelles tamouls dans le nord de l'île sera couronnée de succès.
  - Dans la soirée, au moins 52 civils ont été tués dans le bombardement de Suranthapuram, selon un observateur des Nations unies.

- Mercredi 4 février 2009 :
  - Amnesty International dénonce l'usage de bombes à sous-munitions par l'armée sri-lankaise contre des civils dans le conflit qui l'oppose aux séparatistes tamouls : « Ces bombes font par nature des victimes à l'aveugle, à cause de la vaste zone couverte par les nombreuses munitions libérées et du danger que cela représente pour tous ceux, notamment les civils, qui entrent en contact avec elles ». L'armée sri-lankaise dément disposer de telles armes.
  - Environ 20 000 personnes ont manifesté à Paris (10 000), Berlin (5 000) et Genève (5 000) pour protester contre l'offensive militaire du gouvernement de Colombo contre les Tigres tamouls. Les manifestants portaient des t-shirts demandant la fin du génocide au Sri Lanka et arboraient des drapeaux rouges avec le sigle des Tigres de l'EELAM tamoul.

- Jeudi 5 février 2009 : Le premier ministre Ratnasiri Wickremanayake annonce qu'une amnistie sera accordée aux Tigres tamouls qui déposeraient les armes face à l'offensive de l'armée gouvernementale, alors que le secrétaire à la Défense et frère du président, Gotabaya Rajapakse, déclare que le gouvernement n'acceptera que la capitulation complète des Tigres du LTTE, lesquels seraient proches d'une déroute militaire totale dans le nord du pays : « Seule une reddition sans condition pourrait mettre un terme à l'offensive ».

- Vendredi 6 février 2009 :
  - Plus de 2 500 civils tamouls ont réussi à fuir la zone de guerre où s'affrontent l'armée gouvernementale et un dernier carré de rebelles, vers Visuamadu, en zone contrôlée par le gouvernement, et 3 000 autres s'apprêteraient à les suivre. Les Tigres de libération de l'Eelam tamoul sont acculés dans une zone de  200 km2 de jungle dans laquelle sont concentrés environ 200 000 civils tamouls.
  - Une foule en colère, proférant des slogans hostiles, s'en est pris aux bâtiments du Comité international de la Croix-Rouge (CICR) à coup de jets de pierres dans la capitale Colombo, brisant plusieurs vitres. Les manifestants ont été dispersés par la police et aucun blessé n'a été déploré. La Croix Rouge a dernièrement manifesté à plusieurs reprises son inquiétude sur le sort des milliers de civils tamouls prisonniers des combats qui font rage entre l'armée et les rebelles tamouls.

- Dimanche 8 février 2009 : Selon le ministère de la Défense, au moins 10 000 civils tamouls ont fui depuis quatre jours la zone de guerre dans le nord-est du pays.  Ils sont arrivés en grande partie à Kilinochchi et quelques autres à Jaffna. Parmi eux, « près de 2 800 enfants et 3 000 femmes figurent parmi ces civils rescapés ». Des soins médicaux, de la nourriture et de l'eau leur ont été fournis par les autorités, qui ont accusé une nouvelle fois les rebelles tamouls d'utiliser ces civils comme « boucliers humains ». Environ 200 000 résidents tamouls resteraient coincés dans la zone des combats, où « plusieurs centaines » auraient été tués depuis le 1er janvier. Cependant, aucun journaliste, membre d'ONG ou observateur international n'est autorisé à se rendre dans cette zone des combats.

- Lundi 9 février 2009 : Un attentat-suicide fait par une femme, au moment où elle allait être contrôlée, parmi des réfugiés fuyant les zones de combats, fait 28  morts dont 24 militaires, et 4 blessés civils dans un camp de réfugiés à Vishvamadu, une ville du nord de l'île récemment prise par l'armée.

- Mardi 17 février 2009 : L'Unicef accuse les Tigres tamouls  d'avoir intensifié l'enrôlement d'enfants comme soldats pour leur bataille finale contre l'armée gouvernementale dans le nord du pays.

- Vendredi 20 février 2009 : Des rebelles séparatistes tamouls ont mené une attaque aérienne sur Colombo avec deux avions légers. Au moins deux personnes ont été tuées et 44 autres ont été blessées après qu'un des avions eut largué une bombe sur le bâtiment principal du Trésor public. Les deux avions ont été abattus.

### Mars 2009
- Mercredi 4 mars 2009 : Un employé tamoul du Comité international de la Croix-Rouge (CICR) est  tué dans la zone de guerre du nord où l'armée affronte un dernier carré de rebelles tamouls.

- Vendredi 6 mars 2009 : Début d'une vaste offensive de l'armée contre les derniers rebelles acculés dans un district de la région de Mullaitivu. Le but affiché est d'en finir définitivement avec les Tigres de libération de l'Eelam tamoul (LTTE).

- Samedi 7 mars 2009 : L'armée revendique la mort d'au moins 32 rebelles lors des combats contre un dernier carré de rebelles des Tigres de libération de l'Eelam tamoul acculés sur 100 km2 de jungle dans la région de Mullaitivu. Selon le ministère de la Défense les rebelles auraient tué  trois civils qui tentaient de fuir la zone de guerre.

- Lundi 9 mars 2009 : L'armée affirme  avoir découvert les corps de 80 rebelles tamouls dans la région de Mullaitivu, théâtre d'âpres combats entre l'armée et un dernier carré des Tigres de libération de l'Eelam tamoul. Les rebelles sont désormais cernés dans un périmètre d'une cinquantaine de kilomètres carrés. Ce nouveau bilan porte à 180 le nombre de rebelles présumés tués depuis vendredi 6 mars par l'armée.

- Mardi 10 mars 2009 : 
  - Un attentat suicide devant une mosquée d'Akuressa, à 160 kilomètres au sud de la capitale, tue au  moins 15 personnes et en blesse d'autres, dont 2 ministres — celui des postes et des télécommunications et son collègue de la culture — qui assistaient à une réception.
  - En 2 jours, 74 civils tamouls, parmi lesquels 25 enfants, ont été tués dans des bombardements de l'armée sur la dernière zone encore contrôlée par les rebelles tamouls dans le nord-est.

- Lundi 30 mars 2009 : Au moins 24 rebelles tamouls et un marin sri-lankais ont été tués au cours d'une bataille navale au large des côtes du nord-est du Sri Lanka, le dernier repaire des insurgés séparatistes. Les forces armées ont coulé quatre bateaux des Tigres de libération de l'Eelam tamoul (LTTE) en face des côtes du Mullaitivu. Selon le gouvernement, dont l'armée mène depuis trois mois une offensive qu'elle présente comme « finale », les Tigres tamouls acculés sur une bande de terre de 21 km2, sont au bord d'une défaite militaire complète.

### Avril 2009
- Mercredi 8 avril 2009 : Selon un site proche des rebelles tamouls, au moins 129 civils ont trouvé la mort et 282 autres ont été blessés dans un bombardement de l'armée gouvernementale contre le dernier carré de rebelles tamouls. Le général Udaya Nanayakkara, porte-parole de l'armée, déclare que « ce sont des inventions du LTTE pour attirer l'attention de la communauté internationale et faire monter la pression en vue d'obtenir un cessez-le-feu qui permettrait aux dirigeants des Tigres d'échapper à l'armée ». Les Tigres tamouls sont confinés sur une bande de terre et de jungle de 14 km2, dans le département de Mullaitivu, un territoire déclaré par le Sri Lanka zone de cessez-le-feu. 70 000 à 100 000 civils tamouls restent coincés dans cette zone et servent selon le gouvernement ski-lankais de « boucliers humains » aux insurgés.

- Samedi 11 avril 2009 : Quelque cent mille manifestants ont défilé à Londres pour réclamer un cessez-le-feu au Sri Lanka. Le cortège des manifestants étaient en grande partie formé de nombreuses familles tamoules avec femmes et enfants.

- Dimanche 12 avril 2009 : Le président Mahinda Rajapakse ordonne un cessez-le-feu de 48 heures à l'occasion des fêtes du Nouvel An tamoul qui débutent lundi. Cette mesure vise à permettre aux civils piégés dans la zone des combats de célébrer la nouvelle année. Le secrétaire général de l'ONU, Ban Ki-moon, qualifie l'initiative de « première étape utile » vers « une cessation des combats dans la paix et l'ordre ». Selon les dernières estimations 100 000 à 150 000 civils tamouls sont pris au piège des combats.

- Mardi 14 avril 2009 : Les rebelles tamouls, qui auraient désormais de facto perdu la guerre contre l'armée gouvernementale, se déclarent prêts à conclure un cessez-le-feu et à engager des négociations avec le gouvernement.

- Mercredi 15 avril 2009 : Les forces armées reprennent leur offensive après une trêve de deux jours.

- Dimanche 19 avril 2009 : Les forces armées annoncent avoir pu « sauver » quelque 5 000 civils retenus par les Tigres de libération de l'Eelam tamoul (LTTE).

- Lundi 20 avril 2009 : 
  - Le président Mahinda Rajapakse déclare que 35 000 civils ont réussi à fuir la zone tenue par les rebelles tamouls et estime que la « défaite complète » de la guérilla séparatiste est imminente. Selon lui, la situation est claire : « C'est maintenant totalement fini pour les Tigres. (...) Velupillaï Prabhakaran n'a plus qu'à se rendre », alors que le ministère de la Défense donne 24 heures aux rebelles des Tigres de libération de l'Eelam tamoul (LTTE) pour se rendre. Acculé dans une poche de 15 km2, ceux-ci détiendraient encore « comme boucliers humains » entre 70 000 à 100 000 habitants tamouls.
  - À Paris (France), une manifestation  en début de soirée regroupant plusieurs centaines de Tamouls dans le secteur de la gare du Nord dégénère. Des incidents ont éclaté, des manifestants ont renversé des poubelles au milieu de la rue et certains d'entre eux ont jeté des bouteilles sur les forces de police, les vitres de trois autobus de la RATP et de deux voitures et d'un camion ont été brisées, 210 personnes ont été interpellées, selon la préfecture de police.

- Mardi 21 avril 2009 : Les forces armées annoncent que 39 081 civils ont pu déborder une ligne de défense des Tigres de libération de l'Eelam tamoul (LTTE) et s'enfuir.

- Mercredi 22 avril 2009 : 
  - Les forces armées annoncent la reddition du principal chargé de communication des Tigres de libération de l'Eelam tamoul avec les médias, Velayudam Dayanidi, alias « Daya Master », et d'un autre chef du LTTE – surnommé « George ». L'armée grignote petit-à-petit le dernier bastion des insurgés, qui ont accusé les militaires d'avoir massacré plus de mille civils dans des bombardements lundi.
  - Selon le Comité international de la Croix-Rouge (CICR), l'opération militaire contre les Tigres de libération de l'Eelam tamoul (LTTE) met en danger des dizaines de milliers de civils et la situation humanitaire sur place est « catastrophique ». Selon Médecins sans frontières, la situation dans ce conflit est « désespérément classique ». Les civils sont les principales victimes d'un conflit qui s'éternise, mais dont la phase actuelle est de loin la plus violente depuis longtemps. Dans le nord-est du pays, à majorité tamoule, les populations sont déplacées au gré des combats depuis juin 2008. Les forces gouvernementales accusent les Tigres d'utiliser les civils comme boucliers humains ; les Tigres affirment au contraire qu'ils fuient les exactions de l'armée[2].
  - Le Conseil de sécurité de l'ONU exige que les rebelles tamouls déposent les armes, se rendent et libèrent les civils qu'ils retiennent en otages ; il « exhorte toutes les parties, y compris le gouvernement sri-lankais, à honorer leurs obligations » en matière de protection des civils.

- Vendredi 24 avril 2009 : Selon les forces armées, Velupillai Prabhakaran, le chef des Tigres de libération de l'Eelam tamoul, à la tête de ses troupes et encerclé par l'armée, s'apprête à livrer une ultime bataille alors qu'environ 20 000 à 50 000 civils, selon les sources, restent prisonniers de la zone des combats. Acculé et invisible depuis 18 mois, « Tigre numéro un », depuis plus de 30 ans à la tête de la guérilla sanglante et jusqu'au-boutiste, pourrait se suicider avec une pastille de cyanure plutôt que se rendre. Selon l'ONU, depuis le début de l'offensive finale, plus de 95 000 civils ont pu rejoindre les camps de réfugiés installés hors de la zone des combats, qui ont fait plusieurs centaines de morts et blessés civils[3].

- Samedi 25 avril 2009 : À Paris (France), quelque 10 000 personnes, selon la police, manifestent pour dénoncer le « génocide » des Tamouls du Sri Lanka : « Nous, les Tamouls, nous ne sommes pas des terroristes. Nous voulons notre patrie. »

- Dimanche 26 avril 2009 : Les Tigres de libération de l'Eelam tamoul annoncent un cessez-le-feu unilatéral dans la zone du conflit, afin de laisser des organisations humanitaires aider les civils bloqués par les combats.

- Mercredi 29 avril 2009 : Les ministres des Affaires étrangères britannique David Miliband et français Bernard Kouchner sont en visite à Colombo pour tenter d'obtenir un « cessez-le-feu humanitaire » et « réitérer les appels de la communauté internationale au cessez-le-feu, au respect du droit international humanitaire et à la protection des civils ». Le ministre des Affaires étrangères suédois Carl Bildt, qui devait faire partie du voyage, s'est vu refuser le visa d'entrée dans le pays.

### Mai 2009
- Samedi 2 mai 2009 : La rébellion des Tigres de libération de l'Eelam tamoul (LTTE) accuse l'armée d'avoir tué au moins 64 civils et fait 87 blessés lors du bombardement par deux tirs d'artillerie d'une structure médicale de l'enclave de 5 km2 qu'ils contrôlent encore. Selon le général Udaya Nanayakkara de l'armée sri-lankaise, qui nie avoir bombardé l'hôpital, « il pourrait s'agir d'une erreur de tir des Tigres ». Cependant, selon les images satellitaires de l'UNOSAT — un programme de l'ONU fournissant de l'imagerie satellitaire utilisée notamment dans l'assistance humanitaire ou la prévention des catastrophes — de nouveaux cratères dus à des bombardements aériens seraient apparus dernièrement à l'intérieur de la zone réservée aux civils.

- Dimanche 3 mai 2009 : La rébellion des Tigres de libération de l'Eelam tamoul exhorte « les ministres britannique et français des Affaires étrangères à poursuivre leur initiative afin de régler la terrible crise humanitaire du peuple tamoul » et en faveur d'un cessez-le-feu tandis que le gouvernement srilankais a de nouveau fustigé les appels de l'Occident à un cessez-le-feu humanitaire.

- Mardi 5 mai 2009 : Selon le premier ministre Ratnasiri Wickremanayake, le chef des Tigres de libération de l'Eelam tamoul, Velupillaï Prabhakaran est pris au piège sur une minuscule bande côtière de 4 km2 dans le nord-est tandis que les combats se poursuivent alors que 15 000 à 20 000 civils lui serviraient encore de « boucliers humains ». Selon le ministère de la Défense, la marine patrouille le long des 4 km de plage encore aux mains de la rébellion alors que, sur terre, l'armée poursuit ses opérations « avec la plus grande retenue » en prenant en étau la mince langue entre la mer et un lagon. Les forces armées se disent prêtes depuis vendredi à donner le coup de grâce au LTTE, en dépit de deux semaines d'appels de la communauté internationale à un « cessez-le-feu humanitaire »[4].

- Dimanche 10 mai 2009 : Dans la nuit de samedi à dimanche, l'armée a lancé une importante attaque, tuant 257 civils, dont 67 enfants, et en blessant 814 autres dont 112 enfants. Selon l'ONU, plus de 6 500 civils ont probablement été tués et 14 000 autres ont été blessés depuis que l'armée a lancé en janvier son « offensive finale » contre la rébellion des Tigres de libération de l'Eelam tamoul (LTTE) dans le nord-est.

- Vendredi 15 mai 2009 : L'armée affirme que les rebelles tamouls « abandonnent » le combat face à la pression de l'armée srilankaise. Dans la soirée, le président Mahinda Rajapaksa affirme que l'offensive gouvernementale s'achèverait dans les 48 heures avec la reconquête totale de l'étroit territoire encore contrôlé par les séparatistes tamouls.

- Samedi 16 mai 2009 : 
  - Selon le général Udaya Nanayakkara, l'armée aurait pris tout le contrôle de la côte, coupant l'accès à la mer aux rebelles des Tigres de libération de l'Eelam tamoul qui voudraient s'enfuir.
  - La communauté internationale s'inquiète de plus en plus du sort des civils présents dans la zone des combats, confrontés aux bombardements aériens, même si le gouvernement sri-lankais nie avoir recours à des armes lourdes. Le comité international de la Croix-Rouge a mis en garde contre « une catastrophe humanitaire inimaginable » pour les centaines de blessés qui ne peuvent recevoir aucun traitement. Selon l'ONU, 7 000 civils ont probablement été tués et 16 700 autres ont été blessés depuis que l'armée a lancé en janvier son « offensive finale ».
  - Le président Mahinda Rajapakse déclare devant les représentants de onze pays en développement (G11) réunis en Jordanie : « Je suis fier d'annoncer que […] mon gouvernement, grâce à l'engagement total des forces armées, a finalement battu militairement les Tigres de libération de l'Eelam tamoul (LTTE) au cours d'une opération humanitaire sans précédent » affirmant qu'il rentrerait dimanche dans son pays en tant que « dirigeant d'une Nation qui a écrasé le terrorisme ».

- Dimanche 17 mai 2009 : Selon le général Udaya Nanayakkara, porte-parole de l'armée, tous les civils, « otages » des rebelles tamouls, ont été libérés et sauvés : « Plus de 50 000 personnes sont sorties de cette zone au cours des trois derniers jours ». Cette information confirme le chiffre donné par l'ONU, qui estimait que 50 000 civils étaient piégés par les combats, alors que l'armée les estimait à 20 000 au maximum. D'autre part, le chef des Tigres de libération de l'Eelam tamoul, Velupillaï Prabhakaran, est désormais retranché dans une ultime « petite poche » de résistance.

- Lundi 18 mai 2009 : 
  - Selon le ministère de la Défense, le chef des Tigres de libération de l'Eelam tamoul Velupillaï Prabhakaran a été tué par l'armée au moment où il tentait de s'échapper à bord d'une ambulance en compagnie de deux lieutenants. Son identification ADN est en cours car son cadavre a été affreusement brûlé dans l'incendie du véhicule.
  - L'armée annonce qu'il n'y a désormais plus aucun rebelle dans la zone des opérations de guerre. Au total, 300 dirigeants et combattants du LTTE ont été abattus lors de ces ultimes combats. Un juge a ordonné à la police scientifique de conduire des autopsies et des tests ADN sur ces cadavres[5].
  - Le gouvernement annonce que la guerre contre les Tigres de libération de l'Eelam tamoul (LTTE) est finie après la mort de tous les dirigeants de la guérilla séparatiste, dont son chef Velupillaï Prabhakaran.
  - Une manifestation de 2 500 pro-Tamouls dégénère devant le Parlement à Londres (Royaume-Uni). 5 policiers et 11 manifestants ont été blessés et 10 personnes ont été arrêtées.

- Mardi 19 mai 2009 : 
  - Le président Mahinda Rajapakse déclare dans un discours au Parlement que les Tigres de libération de l'Eelam tamoul ont été « totalement battus » par l'armée gouvernementale, qui contrôle désormais tout le territoire du pays : « L'autorité de l'État s'exerce dorénavant sur chaque centimètre de territoire. Nous avons totalement vaincu le terrorisme ». Dans son discours le chef de l'État a insisté sur un nécessaire règlement politique entre la majorité cinghalaise (74 %) et la minorité tamoule (12,5 %), dont les tensions historiques ont alimenté les racines du conflit séparatiste commencé en 1972, assurant avoir fait la guerre au LTTE et non aux Tamouls. Le président, architecte depuis 2006 de la victoire militaire contre les Tigres, s'est engagé depuis des années à trouver un « règlement politique » via « un accord de partage du pouvoir » entre communautés[6].
  - La classe politique tamoule modérée espère que ses demandes pour davantage d'autonomie politique ne seront pas enterrées par le régime nationaliste cinghalais, espérant que le chef de l'État mettra en œuvre le 13e amendement de la Constitution prévoyant une décentralisation vers les neuf provinces du Sri Lanka, surtout celles du nord et de l'est où les Tamouls sont concentrés.

- Mercredi 20 mai 2009 : 
  - Selon l'ONU, la guerre depuis le début des années 1980 entre l'armée sri-lankaise et les rebelles tamouls dans le nord de l'île aurait fait jusqu'à 100 000 morts, selon les dernières estimations. Les agences humanitaires de l'ONU réitèrent leur demande d'« accès total et sans empêchement » à la zone de conflit « où des personnes se trouvent encore et doivent pouvoir être évacuées ».
  - Selon le HCR, « quelque 80 000 personnes ont quitté l'ancienne zone de conflit ces trois derniers jours » portant le nombre total de personnes qui ont « fui les combats ces derniers mois à 280 000 […] Les civils qui sortent de la zone de conflit sont malades, affamés et souffrent de malnutrition sévère et de déshydratation [… les] restrictions imposées par les autorités pour l'accès au camp de réfugiés limitent les capacités du HCR de porter assistance aux personnes déplacées ».
  - L'ONG, « Médecins sans frontières » (MSF) annonce l'ouverture le jour même d'un hôpital de campagne de 100 lits dans la zone de Manic Farm, à 30 km au sud-ouest de Vavuniya (nord) pour faire face à un afflux de blessés, déplorant que les humanitaires n'aient toujours pas accès à la zone de combats, à l'exception de la Croix-Rouge. Cet hôpital complet, ouvert avec l'autorisation du gouvernement srilankais, permettra de décharger l'hôpital de Vavuniya, où quelque 1 500 patients sont hospitalisés, pour 250 lits. Trois chirurgiens et quatre anesthésistes travailleront notamment dans cette structure médicale et chirurgicale.

- Jeudi 21 mai 2009 : Selon des groupes défense des Droits de l'homme — dont Amnesty International et Human Rights Watch — des enfants, soupçonnés d'avoir combattu dans la guérilla tamoul, sont enlevés dans plusieurs camps de la zone de Vavuniya (nord) avec l'approbation tacite des autorités. L'essentiel de ces enlèvements, dont certains enfants âgés de seulement 12 ans, seraient le fait de paramilitaires tamouls ayant fait allégeance aux autorités pour combattre les Tigres de libération de l'Eelam tamoul (LTTE). Ces enfants seraient utilisés pour reconnaître les ex-enfants soldats qui auraient combattu dans les rangs tamouls.

- Vendredi 22 mai 2009 : Le secrétaire d'État à la Défense Gotabaya Rajapakse déclare que depuis le début de l'offensive finale contre les séparatistes tamouls en août 2006, « les forces de sécurité, incluant l'armée de terre, la marine, l'armée de l'air, la police et la défense civile, ont perdu 6 261 personnels alors que 29 551 ont été blessés ».

- Mardi 26 mai 2009 : Le Haut commissaire de l'ONU pour les droits de l'homme, Navi Pillay, estime qu'« il y avait de très bonnes raisons de penser que les deux parties avaient largement bafoué les principes fondamentaux de l'inviolabilité des civils », alors que des organisations humanitaires accusent les militaires sri-lankais d'avoir bombardé des populations civiles et les insurgés de les avoir utilisées comme « boucliers humains » dans l'ex-zone de guerre du Nord-Est du pays, lors de l'ultime coup de boutoir de l'armée de début janvier à fin avril. L'ONU pense qu'au moins 7 000 civils ont péri en quatre mois.

- Samedi 30 mai 2009 : Plus de 5 000 manifestants tamouls ont défilé à Berlin pour réclamer des sanctions internationales contre le Sri Lanka et une enquête sur les violations des droits de l'homme par l'armée.

### Juin 2009
- Mercredi 3 juin 2009 : Grande parade militaire, présidée par le président Mahinda Rajapakse sur la majestueuse promenade Galle Face à Colombo pour célébrer la victoire sur les rebelles tamouls. Selon The Times et Le Monde, l'ultime bataille du nord-est entre janvier et mai, aurait fait 20 000 morts parmi la population civile.

### Juillet 2009
- Samedi 25 juillet 2009 : Le Fonds monétaire international vote un prêt de 2,6 milliards de dollars au Sri Lanka, dont 322 millions immédiatement disponibles, alors que la longue guerre civile vient de s'achever après avoir fait entre 80 000 et 100 000 morts. Le directeur général du FMI Dominique Strauss-Kahn a évoqué un « déficit budgétaire qui reste élevé », « l'arrêt brutal » du financement sur les marchés de capitaux, « les sorties de capitaux » du pays et « les pertes considérables de réserves internationales » par le Sri Lanka[7].

### Août 2009
- Jeudi 6 août 2009 : Le nouveau chef des rebelles des Tigres de libération de l'Eelam tamoul (LTTE), vaincus par l'armée en mai, a été arrêté en Thaïlande. Selvarasa Pathmanathan, plus connu sous ses initiales K.P., a été interpellé à Bangkok et remis aux autorités srilankaises. Il était aussi recherché par Interpol pour trafic d'armes.

### Octobre 2009
- Jeudi 22 octobre 2009 : Un rapport officiel américain évoque la possibilité que des crimes contre l'humanité aient été commis au Sri Lanka, pendant l'offensive de l'armée régulière contre les Tigres tamouls au début de l'année. Les événements rapportés mettent en cause à la fois la rébellion tamoule des Tigres de libération de l'Eelam tamoul (LTTE) et le gouvernement de Colombo. L'armée sri-lankaise est aussi accusée de ne pas avoir respecté, à deux reprises, des cessez-le-feu organisés pour permettre aux civils de quitter les zones de combat. Elle aurait également tué des prisonniers ou des militants qui tentaient de se rendre.

### Décembre 2009
- Mardi 1er décembre 2009 : 128 000 civils, déplacés au cours du conflit contre la rébellion séparatiste tamoule et parqués dans des camps depuis des mois, ont officiellement été libérés. Au total 280 000 réfugiés tamouls avaient été accueillis dans les camps. Beaucoup de villages ayant été détruits au cours du conflit, la plupart des réfugiés vont devoir rester quelque temps dans les camps jusqu'à ce qu'ils aient trouvé un travail et un logement.